# La Resclosa de Fontanilles
La Resclosa de Fontanilles és una obra de Fontanilles (Baix Empordà) inclosa a l'Inventari del Patrimoni Arquitectònic de Catalunya.

## Descripció
Situada en el camí que porta cap a la plaça, just en la depressió que formen els dos tossals on està ubicat el poble.
Es tracta d'una riera on hi circulava l'aigua i que servia de resclosa, i adhuc de lloc on es anava a rentar la roba.

## Història
Va ser construït més aviat perquè funcionés com a drenatge de l'estany d'Ullanstret (veura la fitxa de la Bomba de llabià)